# 麻醉科醫師
麻醉科醫師（英語：Anesthesiologist）是指曾接受麻醉學訓練的專科醫師，負責施行麻醉、麻醉過程控制、恢復後觀察、麻醉後遺症處置、疼痛控制等醫事工作。

## 麻醉科醫師資格

### 中華民國
符合下列條件之一的合格醫師，經參加並通過行政院衛生福利部所辦理「麻醉科專科醫師甄審」，才取得「麻醉科專科醫師」資格：
1. 凡在「麻醉醫學會」認可之麻醉科專科醫師訓練醫院，完成四年以上之麻醉科臨床訓練，並取得該醫院訓練期滿之證明文件者。
2. 領有外國之麻醉科專科醫師證書，經衛生署認可者。

## 外部連結
- 中的“Anesthesiology”
- 中华麻醉在线
- 台灣麻醉醫學會 （页面存档备份，存于）
- 香港麻醉科學會 （页面存档备份，存于）
- The Pain Association of Singapore （页面存档备份，存于）